# Brian Dozier
James Brian Dozier (Tupelo, Misisipi, 15 de mayo de 1987), más conocido como Brian Dozier, es un exjugador profesional estadounidense de béisbol que se desempeñó en la posición de segunda base en las Grandes Ligas de Béisbol (MLB). Logró obtener un Guante de Oro.

## Carrera
Dozier jugó como profesional siete temporadas en Minnesota Twins (2012-2018), después pasó a Los Angeles Dodgers (2018), luego a Washington Nationals (2019), posteriormente a New York Mets, donde jugó una temporada (2020), y fue el equipo en el que se retiró.

## Premios
Fue galardonado con el Guante de Oro en una oportunidad (2017).